# نامونئاس جنوبی
نامونئاس جنوبی یکی از پنج ناحیه ایالت چوک در کشور ایالات فدرال میکرونزی است. جمعیت آن در سال ۲۰۰۸، ۱۴٬۶۵۲ نفر بود. نامونئاس شمالی شامل پنج آبخوست می‌شود.

## مناطق
بر پایه قوانین ایالت چوک، نامونئاس شمالی منطقه‌های شهرداری زیر را در بر می‌گیرد: (جمعیت‌ها در سال ۲۰۰۸ هستند)
- ففان (۴٬۰۴۷)
- پارام (۳۹۵ نفر)
- سیس (۵۰۴ نفر)
- تونوواس (۳٬۸۲۰ نفر)
- اومان (۲٬۵۶۳ نفر)